# 1991 en Grèce
Chronologie de la Grèce
- 1987
- 1988
- 1989
- 1990
- 1991
- 1992
- 1993
- 1994
- 1995

Cette page concerne les évènements survenus en 1991 en Grèce  :

## Évènements
- 17 mars : Recensement de la Grèce
- 24 juillet : Disparition de Ben Needham sur l'île de Kos.

## Cinéma - Sortie de film
- 30 septembre-6 octobre : Festival du cinéma grec
- Les Années de la grande chaleur
- Les Corbeaux
- Équinoxe
- Jours tranquilles d'août
- Les Nuits de cristal
- Le Pas suspendu de la cigogne
- The Voyager
- Création du festival du cinéma grec de Thessalonique (en)

## Sport
- 28 juin-12 juillet : Jeux méditerranéens à Athènes.
- 8-11 août : Championnats d'Europe juniors d'athlétisme à Thessalonique.
- 18-25 août : Championnats d'Europe de natation à Athènes.
- 9-13 octobre : Championnats du monde de gymnastique rythmique au Pirée.
- 28 octobre-3 novembre : Championnats du monde de taekwondo à Athènes.
- Coupe de Grèce de football (1990-1991) (en)
- Coupe de Grèce de football (1991-1992) (en)
- Championnat de Grèce de football 1990-1991
- Championnat de Grèce de football 1991-1992
- Création des clubs : Ikaros Kallitheas B.C. (en) (basket-ball), A.O. Levante F.C. (en) et Sparta F.C. (en) (football)

## Création
- Aérodrome de Syros
- Attikо́ Metrо́ SA
- Centre aquatique olympique d'Athènes (en)
- Commission hellénique des marchés de capitaux (en)
- Métropole de Stagi et des Météores
- Palais de la musique d'Athènes
- Parti de l'égalité, de la paix et de l'amitié
- Vélodrome olympique d'Athènes

## Médias
- Macedonian Press Agency
- Création des chaînes de télévision : Center TV (en), ENA Channel (en), Tele Time (en) et West Channel (en).
- Création de la radio : FLY FM 89,7 (en)

## Naissance
- Kalliópi Araoúzou, nageuse.
- Stélla Christodoúlou, volleyeuse.
- Charálampos Kastrantás, cycliste.
- María Prevolaráki, basketteuse.
- Elefthérios Kosmídis, gymnaste.
- Kóstas Lámprou, footballeur.
- Kóstas Manolás, footballeur.
- Adónios Mástoras, athlète (saut en hauteur)
- María Prevolaráki, lutteuse.

## Décès
- Dimítris Christodoúlou, poète, parolier et dramaturge.
- Dimítris Lágios, compositeur.
- Dimítris Myrát, comédien, metteur en scène, directeur de théâtre et écrivain.
- Eleni Paschalidou-Zongolopoulou, peintre.
- Alékos Sakellários, scénariste, réalisateur, acteur et producteur.